# Клемове з'єднання

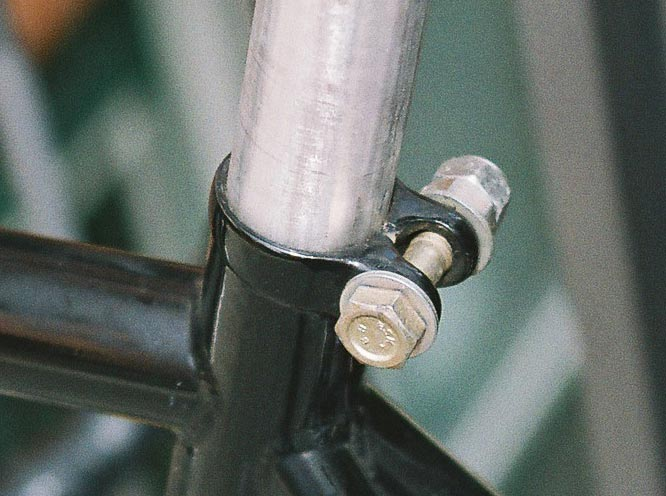
Клемове з'єднання сідла велосипеда з рамою

Кле́мове з'є́днання (від нім. Klemme — «затискач») — фрикційно-гвинтове з'єднання, що служить для закріплення за допомогою гвинтів на валах, осях або колонах деталей різних видів (важелів, встановлювальних кілець, шківів тощо), що мають на маточині роз'єм або проріз.

## Види
У з'єднаннях деталей за допомогою клем використовуються сили тертя, що виникають в результаті затягування кріпильних деталей, через що даний вид з'єднання називають фрикційно-гвинтовим.
За конструктивними ознаками розрізняють два типи клемових з'єднань:
- клемові з'єднання з маточиною, що має розріз;
- клемові з'єднання з рознімною маточиною.

Рознімна маточина дещо збільшує масу і вартість з'єднання, але при цьому є можливість встановлювати клему на валу незалежно від сусідніх ділянок та інших деталей, розташованих на валу.

## Переваги та недоліки
Переваги клемових з'єднань: простота монтажу і демонтажу, самозбереження від перевантажень, можливість регулювання взаємного розташування деталей як в осьовому, так і в коловому напрямках.
Сили тертя дозволяють навантажувати з'єднання крутним моментом і осьовою силою.
До недоліків слід віднести:
- утрудненість точного встановлення маточини відносно вала.
- граничні навантаження обмежені силами тертя між поверхнями, що контактують.

Несівна здатність фрикційних клемових з'єднань залежить від сили затягування кріпильних деталей, посадки у пряженні клеми з валом, залежно від закону розподілу тисків по поверхнях контакту і коефіцієнта тертя на них.